# Blinkerwall
Der Blinkerwall ist ein steinzeitliches Bauwerk in der Mecklenburger Bucht auf dem Grund der Ostsee. Es liegt in 21 Metern Tiefe etwa zehn Kilometer nordwestlich der Kleinstadt Rerik.
Die archäologische Fundstelle am Meeresgrund wurde im September 2021 bei Kartierungsarbeiten im mecklenburgischen Küstenmeer entdeckt. Der von seinen Entdeckern Blinkerwall genannte Steinwall besteht aus großen Findlingen, die in einer Linie mit kleineren Steinen aus Geschiebemergel verbunden sind. Der größte Findling hat ein Gewicht von über 11.000 Kilogramm. Er ist wie andere sehr große Gesteinsbrocken nicht von Menschen dorthin gebracht worden, sondern die riesigen Findlinge wurden durch planmäßige Einlagerung von kleineren Steinen zu einem Wall verbunden.  Der Wall besteht aus 1673 Steinen und ist 971 Meter lang, bis zu zwei Meter breit und in der Regel unter ein Meter hoch. Damit handelt es sich um die früheste bekannte Megastruktur in Nordeuropa.
Ein interdisziplinäres Forscherteam des Leibniz-Instituts für Ostseeforschung und der Universität Rostock um Jacob Geersen und Marcel Bradtmöller vermutet, dass er vor etwa 10.500 Jahren zum Zwecke der gemeinsamen Jagd auf Rentiere errichtet wurde. Die Tiere wurden durch den Wall in eine Engstelle getrieben, wo sie leichter erlegt werden konnten, als in freier Wildbahn. Ähnlich alte Wallbauten wurden im Lake Huron im US-Bundesstaat Michigan in etwa 30 Meter Tiefe gefunden. Diese Form der Jagd wurde etwa 1000 Jahre später durch die zunehmende Bewaldung der Gegend unmöglich. Durch Veränderungen des Meeresspiegels bei Entstehung der Ostsee vor 8500 Jahren wurde das Bauwerk unter Wasser vor Zerstörung bewahrt.
Der Fund wurde im Februar 2024 im Fachjournal PNAS vorgestellt.